# Катакомби Парижа

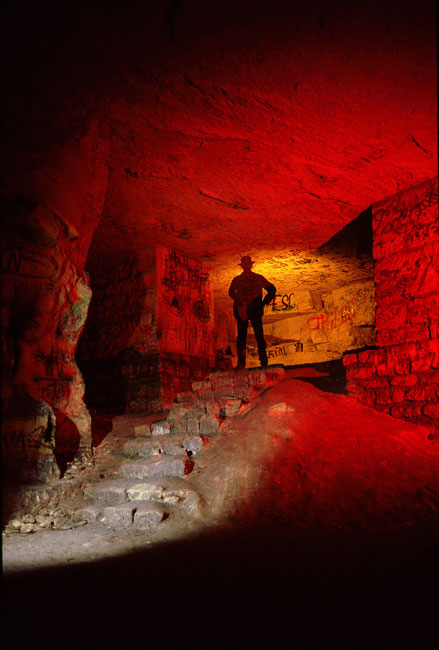
Паризькі підземелля в кварталі Валь-де-Грас

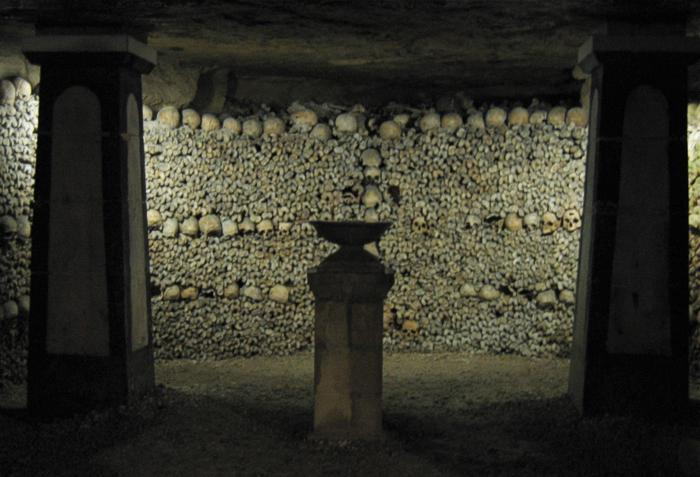
Склеп похоронного світильника в паризьких катакомбах

48°50′02″ пн. ш. 2°19′57″ сх. д. / 48.83397° пн. ш. 2.33245° сх. д.
Катакомби Парижа — мережа підземних тунелів та печер штучного походження під Парижем. Загальна протяжність за різними даними — від 187 до 300 кілометрів. З кінця XVIII століття катакомби слугують місцем поховання, тут покояться останки майже шести мільйонів людей.

## Мережа
Підземні каменоломні Парижа (фр. Carrières souterraines de Paris) — це велика мережа підземних кар'єрів на території Парижа, пов'язаних між собою інспекційними галереями. Ця мережа свідчить про те, що на території сучасного Парижа проводилися інтенсивні гірничі виробки під землею, починаючи з античності, в Середні віки й пізніші часи з метою виробництва будівельного матеріалу для спорудження спочатку оборонних і культових споруд, потім також палаців і будинків паризької знаті, закінчуючи будинками часів барона Османа. Спочатку всі підземні кар'єри розташовувалися поза Парижем на лівому березі Сени, але з поступовим розселенням парижан на правому березі, починаючи з X століття, виникли підземні каменоломні правого берега, наприклад, Монмартрівські, а з розширенням столиці в XIX столітті підземні виробки опинилися на території сучасного Парижа.
Мережа підземних каменоломень Парижа поділяється на декілька частин, найбільша з яких — Велика південна мережа (GRS, grand réseau sud), розташована під 5-м, 6-м, 14-м та 15-м округами. Друга за величиною частина розташована під 13-м округом, а третя частина — під 16-м округом.
Існують також інші численні, але невеликі мережі підземних кар'єрів і сховищ, наприклад, в 12-му, 13-му, 14-му та 15-му округах. Загальна довжина всієї паризької мережі каменоломень становить близько 300 км.
Вхід в підземні катакомби офіційно заборонений указом префекта від 2 листопада 1955 року, порушення якого може каратися великим штрафом. Невелика частина всієї підземної мережі каменоломень — близько 1,7 км — називається катакомбами Парижа або оссуарієм й відкрита для туристів зі входом на площі Денфер-Рошро (Denfert-Rochereau).

## Історія каменоломень
Більшість кам'яних розробок Парижа розташовувалися на лівому березі Сени, але в X столітті населення переміщується на правий берег, недалеко від старого міста періоду Меровінгів. Спочатку видобуток каменю вели відкритим способом, але ближче до кінця X століття його запасів стало не вистачати.
Перші підземні розробки вапняку розташовувалися під територією сучасного Люксембурзького саду, коли Людовик XI пожертвував землю замку Вовер для вирубки вапняку. Нові шахти відкривалися щораз далі від центру міста — це райони нинішньої лікарні Валь-де-Ґрас, вулиць Гобелен, Сен-Жак, Вожирар, Сен-Жермен-де-Пре. В 1259 році ченці тамтешнього монастиря пристосували печери під винні підвали і продовжили підземні розробки.
Розширення житлової частини Парижа в епоху Ренесансу й пізніше — за Людовика XIV — призвело до того, що до XVII століття землі над каменоломнями опинилися вже в межах міста, а значна частина житлових районів фактично «зависла» над прірвою. Найнебезпечнішими місцями були «передмістя Святого Віктора» (від східної околиці Рю-дез-Еколь на південь до Жоффруа Сент-Ілер), вулиця Сен-Жак, і нарешті, передмістя (тоді невелике місто біля замку) Сен-Жермен-де-Пре.
У квітні 1777 року король Людовик XVI видав указ про створення Генеральної інспекції каменоломень, яка існує й донині. За більш ніж 200-річний період працівниками цієї інспекції проведено колосальну роботу зі створення опорних конструкцій, здатних затримати або навіть повністю запобігти поступовому руйнуванню підземелля. Деякі особливо проблемні ділянки було повністю забетоновано. У результаті бетонування зникли такі пам'ятники історії як гіпсові каменоломні на півночі Парижа. І все ж бетонування є тимчасовим заходом, тому що підземні води Сени рано чи пізно знайдуть вихід в інших місцях.

## Історіяосуарію

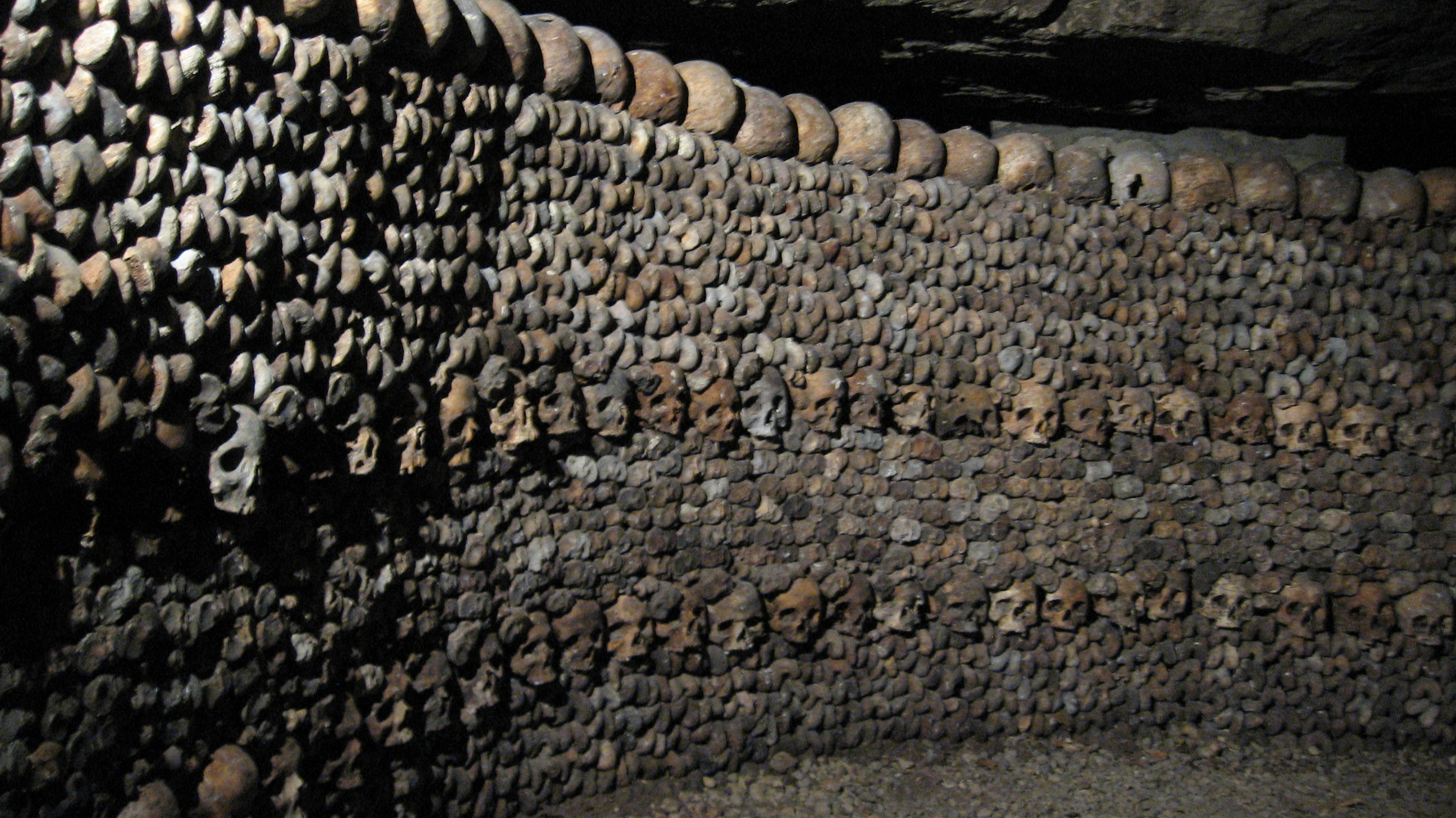
Кістки і черепи в катакомбах

За сформованою християнською традицією небіжчиків намагалися ховати на прилеглій до церкви землі. На початку Середньовіччя католицька церква всіляко заохочувала поховання біля церков, отримуючи чималі прибутки за відспівування померлих і за місця на кладовищі. Тому християнські кладовища розташовувалися в центрі населених пунктів не тільки в Парижі, але й по всій Європі.
Наприклад, на 7000 квадратних метрах кладовища Невинних, що функціонувало з XI століття, ховали парафіян з 19 церков. В 1418 році Чорна смерть або епідемія бубонної чуми додала ще близько 50 000 трупів. В 1572 році кладовище вмістило тисячі жертв Варфоломіївської ночі. Оскільки до середини XVIII століття кладовище стало місцем поховання двох мільйонів тіл, шар поховання йшов в глибину іноді на 10 метрів, рівень землі піднімався більше ніж на два метри. В одній могилі на різних рівнях могло розміщуватися до 1500 останків різного періоду. Кладовище стало розсадником інфекції, воно випускало сморід, від якого, як казали, скисає молоко і вино. Проте священники виступали проти закриття міських кладовищ. Але, попри опір представників церков, в 1763 році парламентом Парижа був виданий указ про заборону поховань всередині фортечних мурів міста.
У 1780 році стіна, що відокремлювала кладовище Невинних від будинків на сусідній вулиці Рю де ля Лянжрі, обвалилася. Підвали прилеглих будинків наповнилися останками померлих і величезною кількістю бруду і нечистот. Цвинтар закрили остаточно і ховати в Парижі заборонили. Протягом 15 місяців кожну ніч конвої в чорному вивозили кістки, щоб потім продезинфікувати, обробити й поховати в закинутому кар'єрі Томб-Ісуар на глибині 17,5 метра. Пізніше було вирішено очистити ще 17 кладовищ і 300 культових місць міста.

## Місце входу

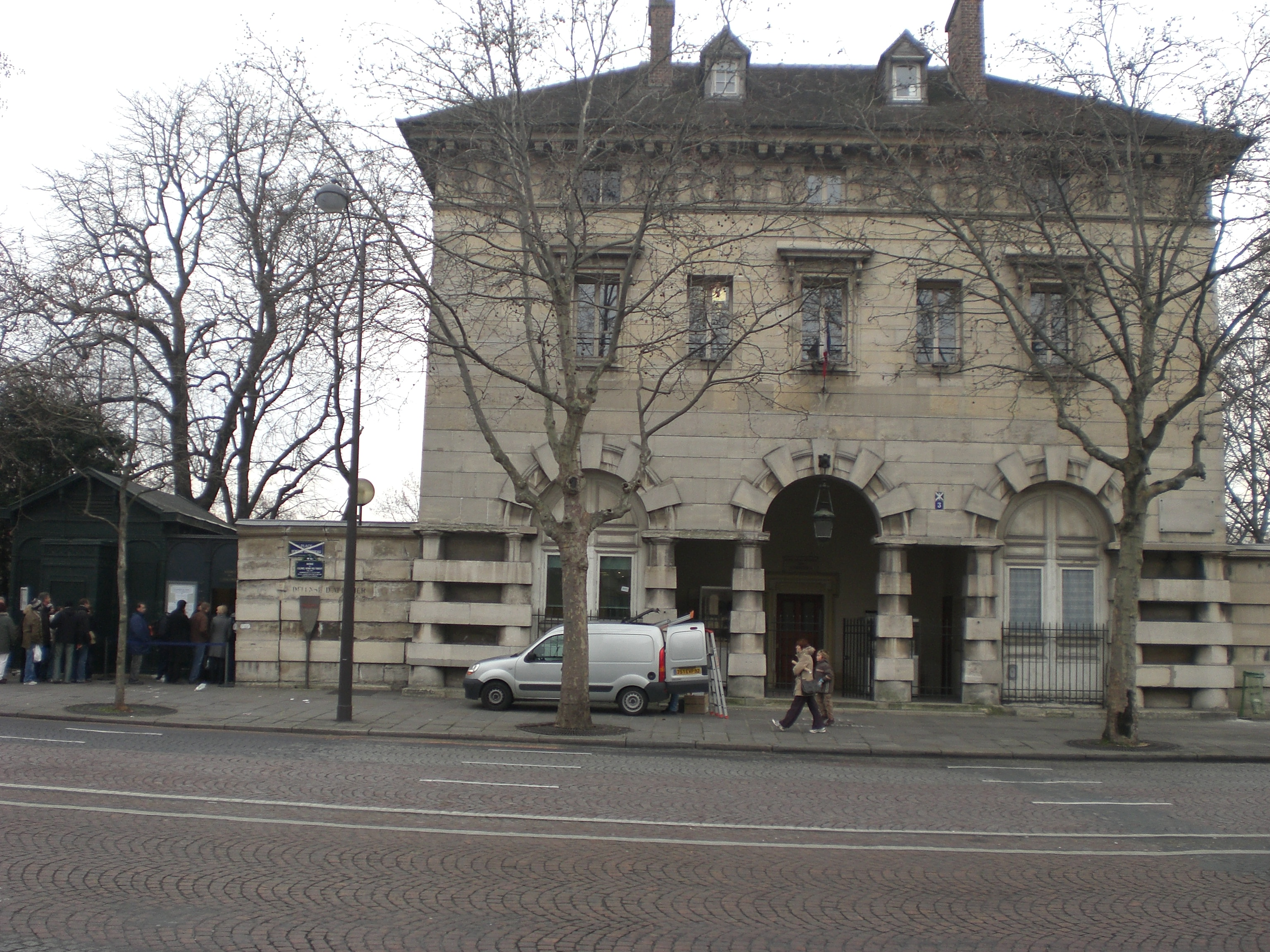
Вхід в катакомби розміщується ліворуч від будівлі

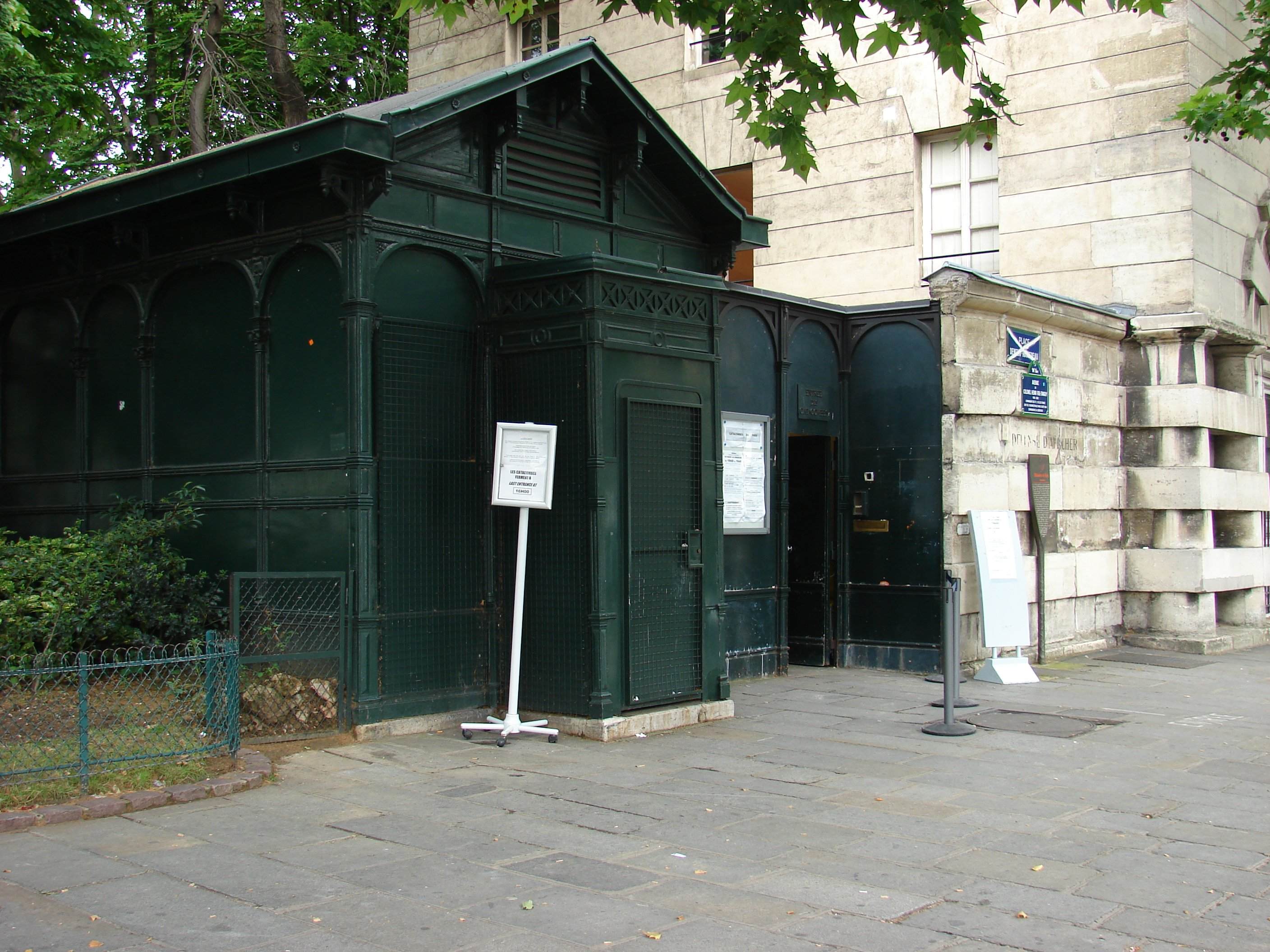
Вхід в катакомби

Біля входу на станцію метро Данфер-Рошро (фр. Denfert-Rochereau) (орієнтир — знаменитий лев роботи скульптора Бартольді, автора статуї Свободи) розташований невеликий павільйон. Це і є вхід в знамениті паризькі катакомби.
Патрулює катакомби спеціальний спортивний загін поліції, створений в 1980 році з метою дотримання закону від 2 листопада 1955 року, що забороняє всім стороннім знаходитися в підземних кар'єрах Парижа поза туристичними зонами. Мінімальний штраф за порушення — 60 євро.

## В катакомбах поховані

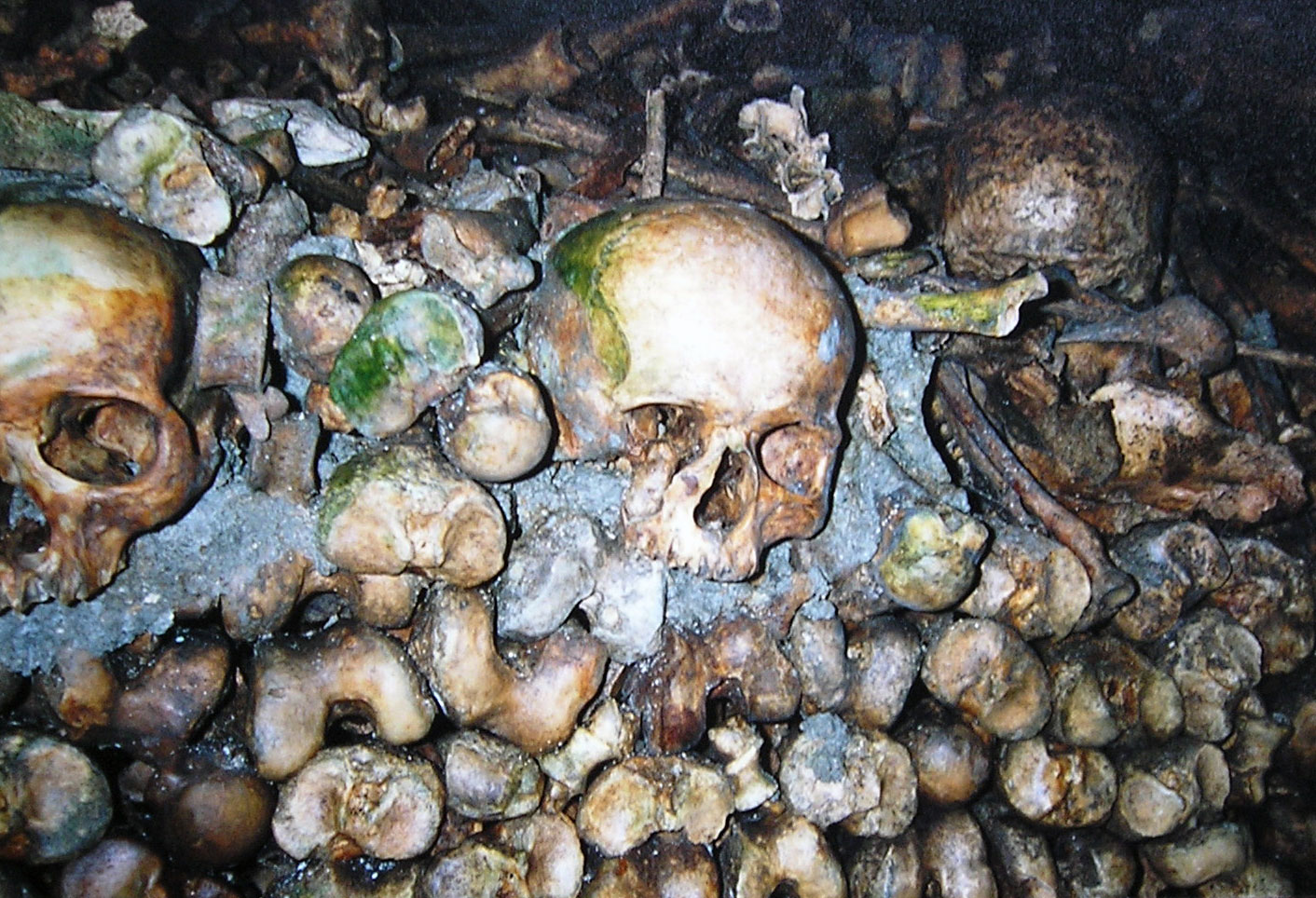
Кістки і черепи

### Політичні діячі
- Жорж Жак Дантон
- Жан Батист Кольбер
- Жан-Поль Марат
- Максиміліан Робесп'єр
- Нікола Фуке

### Вчені
- Антуан Лоран Лавуазьє
- Блез Паскаль

### Літератори
- Шарль Перро
- Франсуа Рабле

### Інженери
- Шарль-Аксель Гійом
- Ерікар Де Тюрі

## Деякі факти
- У підземні галереї було проведено струм. Імператор Наполеон III любив приймати тут важливих гостей.
- Сьогодні для відвідин туристами обладнано 2,5 км підземних ходів. При відвідуванні катакомб деякі, за бажанням, можуть обмежитися лише історичною експозицією, без відвідування самого оссуарія.
- Площа катакомб більш як 11 000 квадратних метрів.
- Сторож церкви Валь-де-Ґрас Філібер Аспер у пошуках винних погребів намагався дослідити катакомби, що простягнулися на сотні кілометрів. В 1793 році він заблукав у цьому лабіринті, а його скелет знайшли тільки через 11 років, впізнаний за ключами й одягом.
- Під час Всесвітньої Паризької виставки 1878 року в підземних галереях Шайо, навпроти побудованої спеціально до цієї виставки Ейфелевої вежі, відкрилося кафе під назвою «Катакомби».
- Існування катакомб Парижа перебуває під загрозою. Основна причина — підземні води, розмивають основу та кріплення катакомб. На початку 1980 року рівень підземних вод у деяких місцях почав підніматися, в результаті чого виявилися затопленими деякі галереї.
- Під час Другої світової війни на лівому березі Сени в одній з каменоломень був обладнаний надсекретний бункер німецької армії. Усього лише в 500 метрах від нього, в серпні 1944 року, розташовувався штаб лідерів руху Опору.
- У період холодної війни в підземних галереях Парижа були обладнані бомбосховища на випадок ядерної війни.
- Вирощування печериць залишається традиційною галуззю французького сільського господарства. У передмістях Парижа можна побачити таблички, що сповіщають про продаж грибів, вирощених в декількох десятках метрів під самим місцем їхнього продажу.